# 非神話化
非神話化（ひしんわか、ドイツ語: Entmythologisierung, 英語: demythologization）は、ルドルフ・カール・ブルトマンによって唱えられた、『新約聖書』の神話的世界像の解釈法。聖書学の用語。
ブルトマンによれば、『新約聖書』は神話的思考方式を持っている。『新約聖書』の奇跡物語は史的に通用する報告ではなく信仰や実存のために何かを証言しようとするものである。例えば「イエスが死者を復活させた」ということは「イエスは我々に生命を与える力を持っている」という証言になりえるし、復活の使信は「死者が再び生命を取り戻すこと」を言おうとするのではなく「死によって損なわれることのない永遠の生命をイエスは我々に与える」という点を言いたいのである。このように『新約聖書』のテクストが何を言ったかを誠実に追及することで時代に制約された神話的形式から使信を開放し、使信を実存的に解釈しようとすることが非神話化である。したがって神話的なことの除去よりは宣敎の正しい理解を問題としている。